# برتراند كيفر
برتراند كيفر هو طبيب وفيلسوف سويسري، ولد في 1955.